# Macrodactyla
Macrodactyla là một chi hải quỳ nằm trong họ Actiniidae. Chi này được lập ra bởi Haddon vào năm 1898.

## Các loài
Có hai loài thuộc chi này, bao gồm:
- Macrodactyla aspera (Haddon & Shackleton, 1893)
- Macrodactyla doreensis (Quoy & Gaimard, 1833)

## Sinh thái học
M. doreensis có mối quan hệ cộng sinh với một số loài cá hề của chi Amphiprion, cũng như cá thia con Dascyllus trimaculatus.